# AS-105
AS-105 foi o décimo voo teste não tripulado do Saturno I para o Programa Apollo da NASA, lançado a partir do cabo Kennedy em 30 de julho de 1965.
Na última missão de uma série operacional feita com o Saturno I, a carga útil consistiu no modelo da nave espacial Apollo (BP-9A) que abrigou o terceiro Satélite Pegasus 3 lançado em órbita. Similar às missões anteriores AS-103 e AS-104, o modelo do módulo de serviço foi equipado para teste com uma instalação de acondicionamento do motor de controle de reação. O lançamento foi normal e a carga foi colocada em órbita aproximadamente 10,7 minutos após a decolagem. A nave espacial foi separada 812 segundos após a decolagem. A separação e ejeção do sistema ocorreram como planejadas. As duas asas do painel de detecção de micro meteoritos do satélite foram montadas 40 segundos após comando inicial.
A previsão de vida útil do satélite (720 dias) foi excedida e a transmissão de rádio e telemetria foram enviadas até 29 de agosto de 1968. O Pegasus 3 reentrou na atmosfera da Terra em 4 de agosto de 1969, e todos os objetivos primários e secundários foram alcançados.